# Tyrannides
Tyrannides — інфраряд горобцеподібних птахів підряду тиранни (Tyranni). Інфраряд ділиться на два парворяди: Furnariida і Tyrannida. Представники групи поширені в Америці.

## Родини
Група включає 11 родин:
- Манакінові (Pipridae)
- Котингові (Cotingidae)
- Бекардові (Tityridae)
- Тиранові (Tyrannidae)
- Чагарникові тапакуло (Melanopareiidae)
- Гусеницеїдові (Conopophagidae)
- Сорокушові (Thamnophilidae)
- Мурашницеві (Grallariidae)
- Галітові (Rhinocryptidae)
- Мурахоловові (Formicariidae)
- Горнерові (Furnariidae)